# Водна криза в Криму під час російської окупації
Водна криза в Криму під час російської окупації — негативні зміни водно-гідрологічного балансу на Кримському півострові починаючи з 2014 року, які виникли внаслідок окупації Росією Автономної Республіки Крим (Україна) та подальшого конфлікту між суб'єктами господарювання України та російською окупаційною владою у Криму.

## Сутність
Основним джерелом постачання води на момент початку окупації був Північно-Кримський канал, перекритий Україною після окупації Криму Росією.
Окупаційна влада Криму неодноразово заявляла, що «не потребує водопостачання хунти», почергово змінюючи риторику, обґрунтовуючи це тим, що півострів може забезпечуватися водами з Краснодарського краю шляхом їх перекидання через Керченську протоку, або розробляти підземні джерела.

## Водне забезпечення Криму до російської окупації

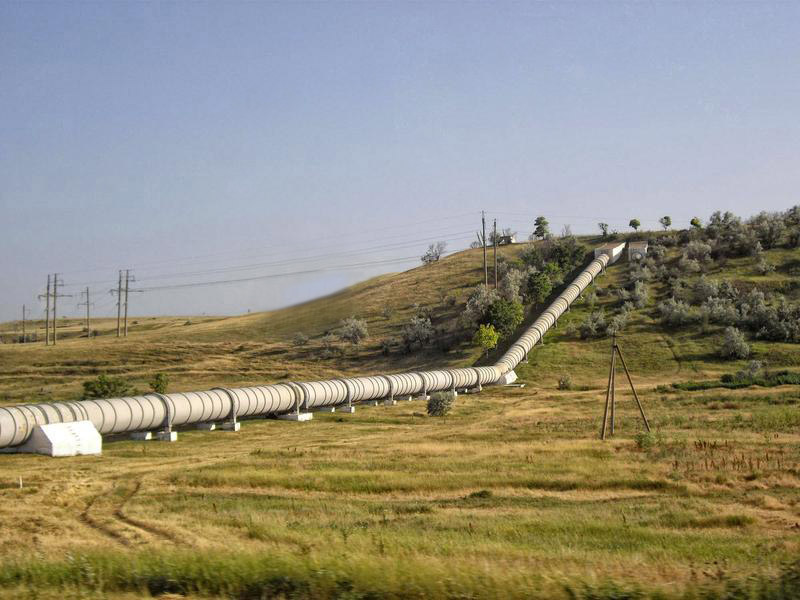
Дюкерний перехід із сакської гілки Північно-Кримського каналу до Міжгірського водосховища